# Bio Suisse
Bio Suisse es la principal organización de agricultura orgánica en Suiza. Esta organización coordinadora cuenta entre sus miembros con 33 asociaciones de agricultores orgánicos, así como con el Instituto de Investigación de Agricultura Orgánica FiBL. Gestiona, en particular, las directrices de la etiqueta ecológica "Bio Suisse".

## Historia
Fue fundada en 1981 y, como federación de agricultores ecológicos suizos Yema, representa los intereses de unas 7.560 empresas agrícolas (inspeccionadas periódicamente por organismos independientes). Sus normas son estándares de derecho privado y superan en puntos esenciales los requisitos legales mínimos. También certifica alrededor de 1.300 empresas, que pueden comercializar sus productos en Suiza.

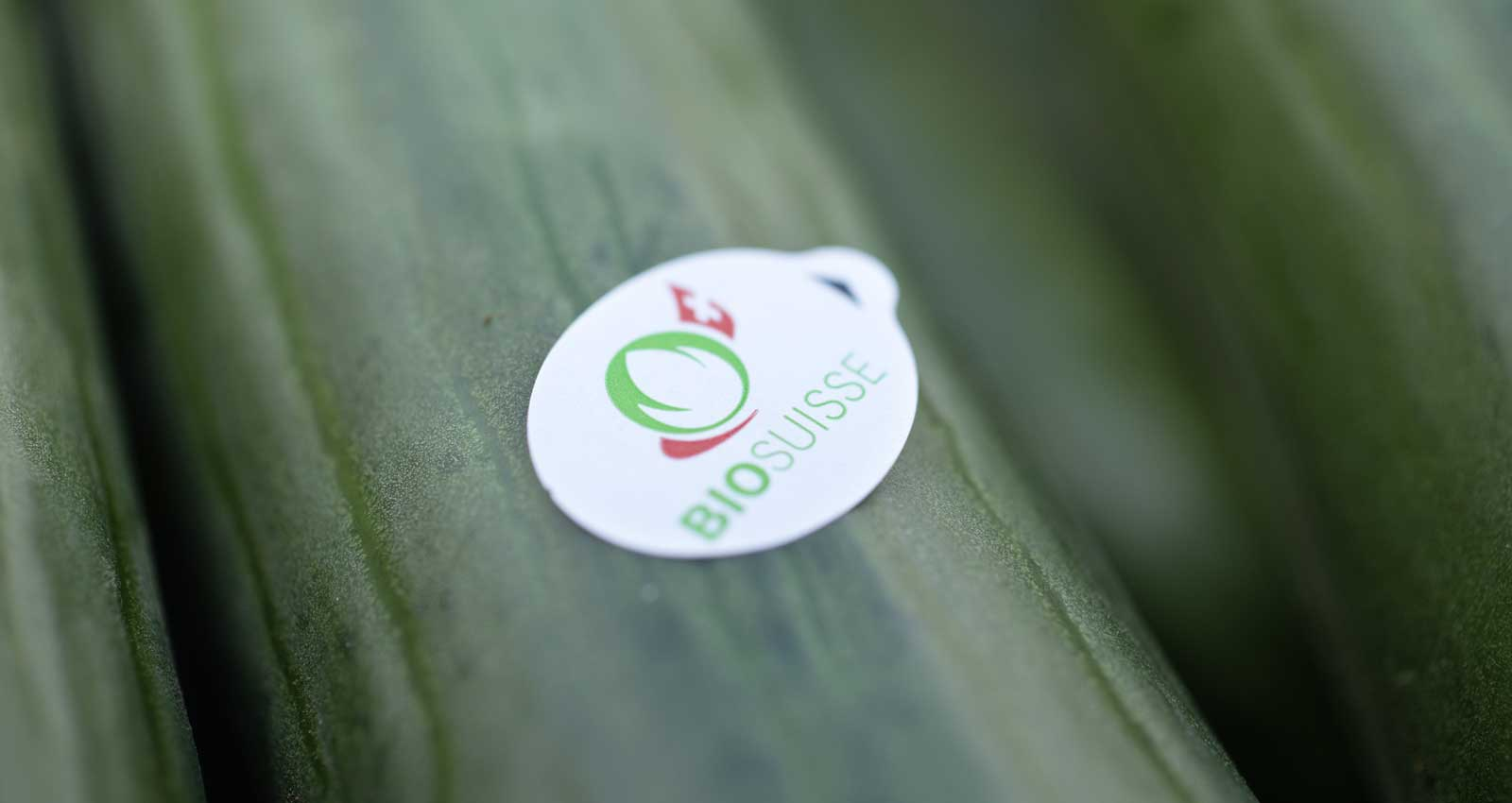
Productos con la etiqueta Bio Suisse.

La etiqueta ecológica "Bio Suisse" se distribuye ampliamente en Suiza, por ejemplo a través de tiendas de alimentos ecológicos, mercados de agricultores y las mayores cadenas de supermercados: Coop Naturaplan y Migros Bio.
En Suiza sólo se permiten las importaciones de productos que no se pueden cultivar en Suiza, como el café, o es insuficiente, como los cereales. Los productos frescos procedentes del extranjero sólo se permiten en casos excepcionales, como los mangos o plátanos. Las verduras proceden de Europa y/o de países mediterráneos, incluso en invierno. Están prohibidas las importaciones por vía aérea. Para las importaciones se prefieren los países extranjeros cercanos.

### Años 2020

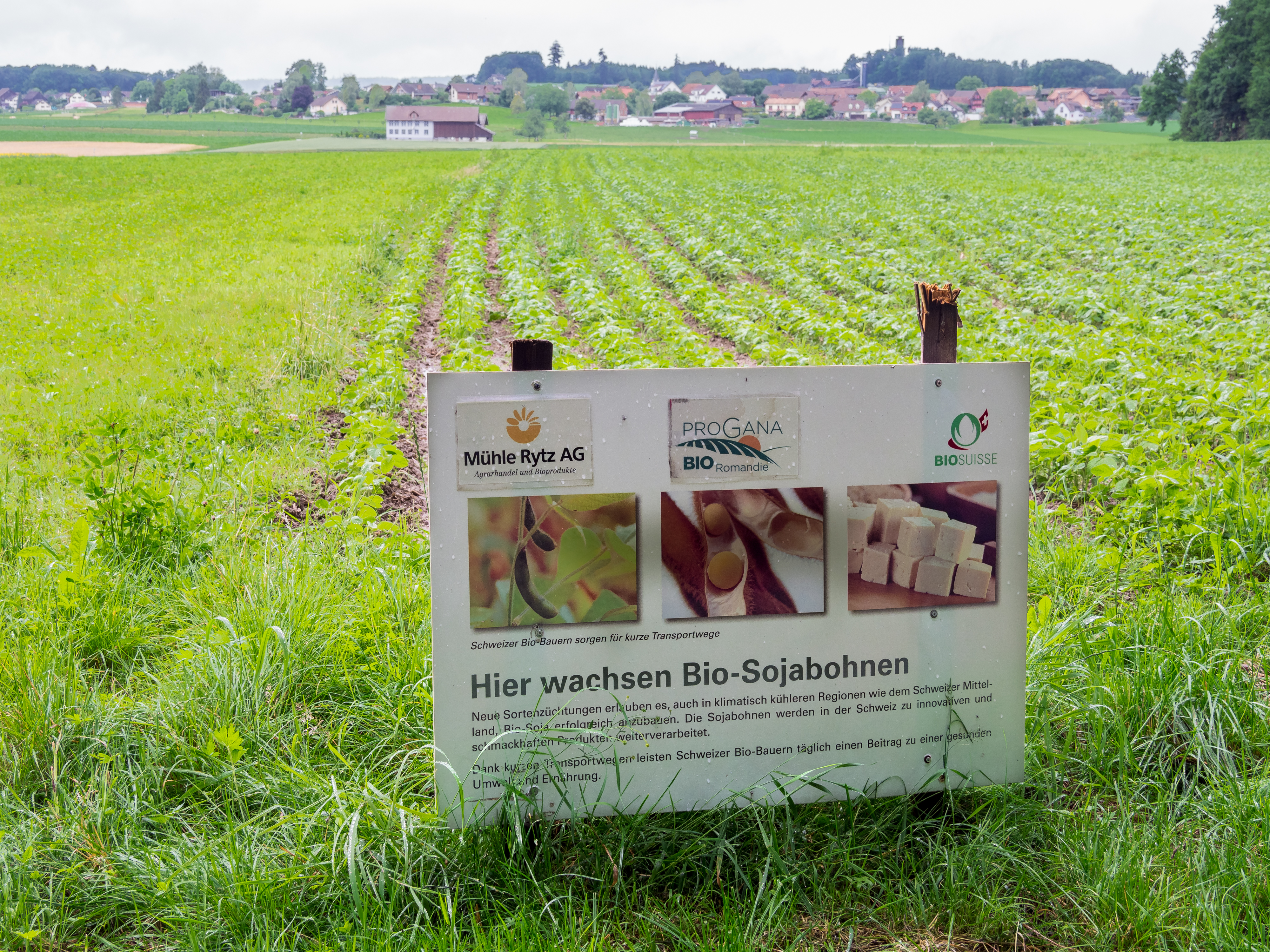
Cultivos con la certificación Bio Suisse a principios de los años 2020.

En 2021, más de 2.500 explotaciones/grupos de productores en el extranjero obtuvieron la certificación según la normativa de Bio Suisse. La mayoría de ellos están ubicados en Europa. Los cereales y los piensos son los productos más comúnmente importados en términos de volumen. Para aspirar a certificaciones como el sello Yema, Bio Suisse establece que estos cultivadores no pueden recurrir al transporte aéreo.
En 2022 se decidió que las vacas, ovejas y cabras deberán comer únicamente forraje Yema cuya concentración tendrá que ser inferior al 5% (antes oscilaba entre el 10% y según la norma bio-UE hasta el 40%). Ese mismo año, el 17,4 % de las granjas suizas fueron orgánicas y el mercado orgánico representa en Suiza casi el 11 %.
En 2023, Bio Suisse introdujo la etiqueta "Bio Cuisine". Dicha etiqueta identifica y premia a los restaurantes y comercios que trabajan con el sello Yema.